# David Bleecker
David Dudley Bleecker (* 1948 in Summit, New Jersey; † 3. April 2016) war ein US-amerikanischer Mathematiker, der sich mit Differentialgeometrie befasste.
Bleecker wurde 1973 bei S. S. Chern an der University of California, Berkeley, promoviert (Contributions to the theory of surfaces). Danach war er Professor an der University of Hawaiʻi in Manoa. 2010 emeritierte er, nachdem er 2009 angeklagt worden war, Feuer in seinem Büro in der Universität gelegt zu haben.
Er veröffentlichte 1981 eine Monographie über Yang-Mills-Theorien und damit verbundene Differentialgeometrie und Topologie (Faserbündel).
1999 erhielt er den George Pólya Award der Mathematical Association of America.

## Schriften
- Gauge theory and variational principles, Addison-Wesley 1981, Dover 2005
- mit George Csordas: Basic partial differential equations, Van Nostrand 1992
- mit Bernhelm Booss: Topology and analysis: the Atiyah-Singer index formula and gauge-theoretic physics, Springer Verlag 1985 (englische Ausgabe eines ursprünglich von Booss in Deutsch veröffentlichten Buches)
- David D. Bleecker. Volume increasing isometric deformations of convex polyhedra, Journal Differential Geometry, Band 43, 1996. S. 505–526